# إي. جاي ديون
إي. جاي ديون (بالإنجليزية: E. J. Dionne) هو صحفي أمريكي، ولد في 23 أبريل 1952 في بوسطن في الولايات المتحدة.

## وصلات خارجية
- إي. جاي ديون على موقع IMDb (الإنجليزية)
- إي. جاي ديون على موقع إن إن دي بي (الإنجليزية)
- إي. جاي ديون على موقع قاعدة بيانات الفيلم (الإنجليزية)